# Петти-Фицморис, Чарльз, 7-й маркиз Лансдаун
Чарльз Хоуп Петти-Фицморис, 7-й маркиз Лансдаун (англ. Charles Hope Petty-Fitzmaurice, 7th Marquess of Lansdowne; 9 января 1917 — 30 августа 1944) — британский дворянин и пэр.

## Биография
Родился 9 января 1917 года. Второй сын Генри Петти-Фицмориса, 6-го маркиза Лансдауна (1872—1936), и Элизабет Кэролайн Хоуп (1885—1964), дочери сэра Эдварда Стэнли Хоупа. У него было два брата: Генри Петти-Фицморис, граф Керри (1913—1933), и лорд Эдвард Петти-Фицморис (1922—1944) и две сестры: Кэтрин Петти-Фицморис, 12-я леди Нэрн (1912—1995), и леди Элизабет Петти-Фицморис (1927—2016).
Получил образование в Итонском колледже и Баллиол-колледже в Оксфорде.
5 марта 1936 года после смерти своего отца Чарльз Хоуп Петти-Фицморис унаследовал титул 7-го маркиза Лансдауна и остальные родовые титулы. Право заседать в Палате лордов Великобритании, связанное с титулом маркиза, он получил после достижения 21-летнего возраста в 1938 году. В том же году получил степень бакалавра искусств.
Маркиз Лансдаун скончался в возрасте 27 лет в Италии, убитый в бою во время Второй мировой войны. Капитан Чарльз Хоуп Фицморис, маркиз Лансдаун, служил в Королевском Уилтширском йоменском королевском бронетанковом корпусе и погиб 20 августа 1944 года. Лорд Лансдаун был холост и бездетен, и его титулы перешли к его двоюродному брату Джорджу Петти-Фицморису (1912—1999), поскольку его младший брат, лорд Эдвард Петти-Фицморис, также был убит в бою в Нормандии девятью днями ранее.
Шотландский титул лорда Нэрна, однако, перешел к его старшей сестре Кэтрин Эвелин Констанс Бигэм (1912—1995), которая стала 12-й баронессой Нэрн. Она также унаследовала Деррин-хаус и сады (графство Керри, Республика Ирландия) от своего брата.